# Pfarrhaus (Dell)

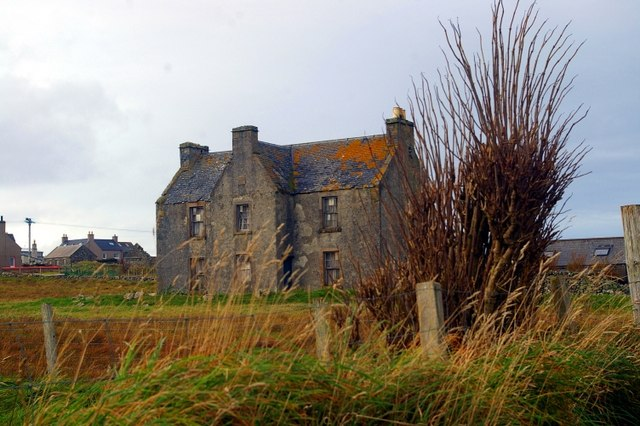
Pfarrhaus von Dell, 2007

Das Pfarrhaus von Dell ist ein ehemaliges Pfarrhaus in der schottischen Ortschaft South Dell auf der Hebrideninsel Lewis and Harris. 1993 wurde das Bauwerk in die schottischen Denkmallisten in der Denkmalkategorie C aufgenommen.

## Geschichte
Bauherr war die Free Church of Scotland, die sich 1843 von der Church of Scotland abgespalten hatte. Die Angabe auf einem eingelegten Stein weist das Baujahr 1847 aus in Zusammenhang mit dem Monogramm „FCM“, möglicherweise für Free Church Manse („Pfarrhaus der Free Church“). 1993 wurde das inzwischen leerstehende Gebäude in das Register gefährdeter denkmalgeschützter Bauwerke in Schottland aufgenommen. Über die Jahre wurde eine Verschlechterung der Bausubstanz und der Verlust der Fenster notiert. 2021 wurde der Zustand als schlecht bei gleichzeitig hoher Gefährdung eingestuft.

## Beschreibung
Das Gebäude steht abseits der A857 am Ostrand von South Dell, nahe dem Bach Dell und der Dell Mill. Die südexponierte Hauptfassade des zweigeschossigen Gebäudes ist drei Achsen weit. Seine Fassaden sind mit Harl verputzt, wobei die Einfassungen aus importiertem Naturstein abgesetzt sind. Mittig tritt ein kurzer Kreuzgiebel aus der Fassade heraus, in dessen Innenwinkel die Eingangstüre eingelassen ist. Es waren zwölfflächige Sprossenfenster eingesetzt. Das abschließende Satteldach ist schiefergedeckt und mit giebelständigen Kaminen ausgeführt. Das Dach des rückwärtig abgehenden Baukörpers ist zwischenzeitlich eingestürzt. 1853 wurde vermerkt, dass das Pfarrhaus nicht, wie üblich, über einen zugehörigen Pfarracker verfügte.